# Зубжиця-Дольна
Зубжиця-Дольна (пол. Zubrzyca Dolna) — село в Польщі, у гміні Яблонка Новотарзького повіту Малопольського воєводства.
Населення — 1790 осіб (2011).
У 1975-1998 роках село належало до Новосондецького воєводства.

## Демографія
Демографічна структура станом на 31 березня 2011 року:
|          | Загалом | Допрацездатний вік | Працездатний вік | Постпрацездатний вік |
| -------- | ------- | ------------------ | ---------------- | -------------------- |
| Чоловіки | 870     | 240                | 566              | 64                   |
| Жінки    | 920     | 262                | 518              | 140                  |
| Разом    | 1790    | 502                | 1084             | 204                  |